# Eleições estaduais em São Paulo em 1998
As eleições estaduais em São Paulo em 1998 ocorreram em 4 de outubro, como parte das eleições gerais em 26 estados e no Distrito Federal. Assim foram eleitos o governador Mário Covas, o vice-governador Geraldo Alckmin, o senador Eduardo Suplicy, setenta deputados federais e 94 estaduais. Como nenhum candidato a governador recebeu a maioria dos votos válidos, houve um segundo turno em 25 de outubro entre Mário Covas e Paulo Maluf com vitória daquele. Segundo a Constituição de 1988, o mandato do governador seria de quatro anos a se iniciar em 1º de janeiro de 1999 para quatro anos de mandato já sob a égide da reeleição.
Eleito governador em 1994, Mario Covas (PSDB) pôde candidatar-se graças a aprovação de uma emenda que permitiu a reeleição para ocupantes do Executivo. No primeiro turno, o ex-governador Paulo Maluf (PPB) recebeu a maior votação: 32,2% dos votos válidos. A disputa pela outra vaga no segundo turno contou com uma acirrada disputa entre Covas e a deputada federal Marta Suplicy (PT), a qual Covas prevaleceu por 0,44% dos votos válidos, ou 74.436 votos em um universo de 16,6 milhões de votos. Em 25 de outubro, Covas foi reeleito governador com 55,3% dos votos, obtendo 1,9 milhão de votos a mais que Maluf.
O senador de primeiro mandato Eduardo Suplicy (PT) reelegeu-se com 6,7 milhões de votos, ou 43,1%. Suplicy derrotou Oscar Schmidt (PPB), jogador de basquetebol, que conseguiu 36,9%. Na eleição para a Câmara dos Deputados, o PSDB elegeu quinze deputados federais, o PT quatorze, o PPB doze, o PMDB e o PTB cinco cada. Para a Assembleia Legislativa, 21 deputados estaduais eleitos eram filiados ao PSDB, quinze ao PT, onze ao PFL, dez ao PPB, oito ao PMDB, sete ao PDT, seis ao PTB e cinco ao PL.

## Eleição para o governo estadual

### Governador eleito

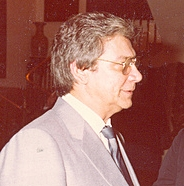
Mario Covas no período em que era prefeito de São Paulo.

Nascido em Santos, o engenheiro civil Mário Covas formou-se na Universidade de São Paulo e seu primeiro cargo público foi o de secretário municipal de Obras em sua cidade natal. Em 1961 perdeu a eleição para a prefeitura santista via PST. Elegeu-se deputado federal em 1962 e reeleito pelo MDB em 1966. Adversário da Ditadura Militar de 1964, teve o mandato cassado e os direitos políticos suspensos por dez anos graças ao Ato Institucional Número Cinco em 1969 e assim foi trabalhar na iniciativa privada. Eleito presidente do diretório estadual do MDB em 1979, migrou para o PMDB no ano seguinte e foi eleito deputado federal em 1982. Nomeado secretário de Transportes e depois prefeito de São Paulo pelo governador Franco Montoro em 1983, foi eleito senador em 1986, subscreveu a Constituição de 1988 e nesse mesmo ano esteve entre os fundadores do PSDB. Quarto colocado no primeiro turno da eleição presidencial de 1989, perdeu o governo paulista em 1990, mas venceu a disputa pelo Palácio dos Bandeirantes em 1994.

### Vice-governador eleito

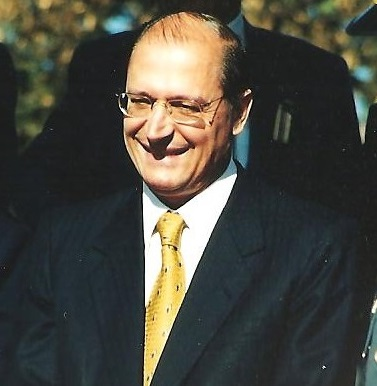
Geraldo Alckmin em 2003.

Natural de Pindamonhangaba, Geraldo Alckmin graduou-se em medicina na Universidade de Taubaté e um ano após obter o diploma foi eleito vereador pelo MDB em 1972 e alcançou a presidência da Câmara Municipal. Paralelo à sua carreira política foi professor universitário e chefe do Departamento de Anestesiologia da Santa Casa de Misericórdia em Pindamonhangaba. Eleito prefeito de sua cidade natal em 1976, ingressou no PMDB durante o mandato. Eleito deputado estadual em 1982 e deputado federal em 1986, assinou a Constituição de 1988. Reeleito pelo PSDB em 1990, votou a favor do impeachment de Fernando Collor em 1992 e foi eleito vice-governador de São Paulo em 1994 e reeleito em 1998. Por causa do falecimento de Covas em 6 de março de 2001, foi efetivado governador.

### Resultados

#### Primeiro turno
Segundo o Tribunal Superior Eleitoral houve 16.612.001 votos nominais.
| Candidatos a governador do estado | Candidatos a vice-governador   | Número | Coligação                                        | Votação   | Percentual |
| --------------------------------- | ------------------------------ | ------ | ------------------------------------------------ | --------- | ---------- |
| Paulo Maluf PPB                   | Luiz Carlos Santos PFL         | 11     | Viva São Paulo (PPB, PFL, PL, PSL, PST, PRN)     | 5.351.026 | 32,21%     |
| Mário Covas PSDB                  | Geraldo Alckmin PSDB           | 45     | São Paulo no Rumo Certo (PSDB, PTB, PSD)         | 3.813.186 | 22,95%     |
| Marta Suplicy PT                  | Newton Lima PT                 | 13     | Pra Renovar São Paulo (PT, PCdoB, PCB, PPS, PMN) | 3.738.750 | 22,51%     |
| Francisco Rossi PDT               | José Aristodemo Pinotti PSB    | 12     | São Paulo de Verdade (PDT, PSB, PAN, PTN, PSN)   | 2.843.515 | 17,18%     |
| Orestes Quércia PMDB              | Fernando Morais PMDB           | 15     | Levanta São Paulo (PMDB, PGT, PRP, PTdoB)        | 714.097   | 4,30%      |
| Constantino Cury PRONA            | Francisco Pacces PRONA         | 56     | —                                                | 68.906    | 0,41%      |
| Antônio Donizete Ferreira PSTU    | Maria Valéria Carneiro PSTU    | 16     | —                                                | 29.033    | 0,18%      |
| João Manuel Batista PSDC          | Inésio Domingues Carneiro PSDC | 27     | —                                                | 24.229    | 0,15%      |
| Edson Falanga PSC                 | Luís Antônio Camargo PSC       | 20     | —                                                | 14.853    | 0,09%      |
| Levy Fidelix PRTB                 | Luís Roberto Brunello PRTB     | 28     | —                                                | 14.406    | 0,08%      |

#### Segundo turno
De acordo com o Tribunal Superior Eleitoral houve 17.700.851 votos nominais.
| Candidatos a governador do estado | Candidatos a vice-governador | Número | Coligação                                    | Votação   | Percentual |
| --------------------------------- | ---------------------------- | ------ | -------------------------------------------- | --------- | ---------- |
| Mário Covas PSDB                  | Geraldo Alckmin PSDB         | 45     | São Paulo no Rumo Certo (PSDB, PTB, PSD)     | 9.800.253 | 55,37%     |
| Paulo Maluf PPB                   | Luiz Carlos Santos PFL       | 11     | Viva São Paulo (PPB, PFL, PL, PSL, PST, PRN) | 7.900.598 | 44,63%     |

## Eleição para o Senado Federal

### Senador eleito

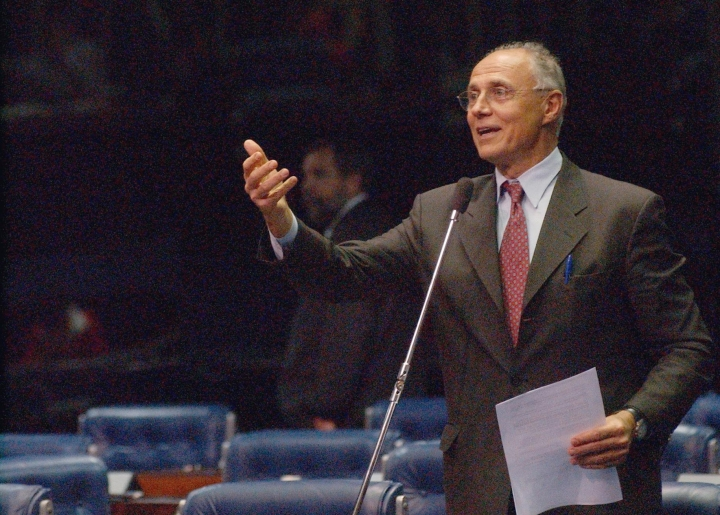
Eduardo Suplicy discursando no Senado durante seu segundo mandato.

Professor da Fundação Getúlio Vargas, Eduardo Suplicy graduou-se em Administração de Empresas à referida instituição e possui Doutorado em Economia pela Michigan State University. Nascido em São Paulo, elegeu-se deputado estadual pelo MDB em 1978 e em 1980 ajudou à fundação do PT. Eleito deputado federal em 1982, votou a favor da Emenda Dante de Oliveira em 1984 e ausentou-se da eleição presidencial indireta no Colégio Eleitoral em 1985 por orientação partidária. Derrotado ao disputar a prefeitura de São Paulo em 1985 e o governo de São Paulo em 1986, foi eleito vereador na capital paulista em 1988, chegando a presidir a Câmara Municipal. Eleito senador em 1990, foi vencido por Paulo Maluf em segundo turno ao disputar a prefeitura paulistana em 1992, contudo assegurou outro mandato de senador em 1998.

### Resultados
Conforme o Tribunal Superior Eleitoral houve 15.576.926 votos nominais.
| Candidatos a senador da República | Candidatos a suplente de senador                        | Número | Coligação                                        | Votação                | Percentual             |
| --------------------------------- | ------------------------------------------------------- | ------ | ------------------------------------------------ | ---------------------- | ---------------------- |
| Eduardo Suplicy PT                | Vicente Paulo da Silva PT Walter Sorrentino PCdoB       | 13     | Pra Renovar São Paulo (PT, PCdoB, PCB, PPS, PMN) | 6.718.463              | 43,13%                 |
| Oscar Schmidt PPB                 | Heitor Pinto Filho PPB Jorge Yunes PPB                  | 11     | Viva São Paulo (PPB, PFL, PL, PSL, PST, PRN)     | 5.752.202              | 36,93%                 |
| João Leite Neto PTB               | Flávio Henrique Cuoghi PTB Oswaldo Marques Cera PTB     | 14     | São Paulo no Rumo Certo (PSDB, PTB, PSD)         | 2.300.545              | 14,77%                 |
| Jooji Hato PMDB                   | Francisco Dias Alves PMDB Maria Aparecida Ferreira PMDB | 15     | Levanta São Paulo (PMDB, PGT, PRP, PTdoB)        | 299.178                | 1,92%                  |
| Almino Afonso PSB                 | Augusto Toscano PDT José Cicote PSB                     | 40     | São Paulo de Verdade (PDT, PSB, PAN, PTN, PSN)   | 161.093                | 1,03%                  |
| Paulo Corrêa PRONA                | Adalto Nimtz PRONA Antonio Graco Gomes PRONA            | 56     | —                                                | 115.813                | 0,74%                  |
| Osmar Simonatto PSDC              | - PSDC - PSDC                                           | 27     | —                                                | 95.361                 | 0,61%                  |
| Domingos Fernandes PV             | Claudio Turtelli PV Vera Lucia da Motta PV              | 43     | —                                                | 51.253                 | 0,33%                  |
| Mauro Puerro PSTU                 | Ary Blinder PSTU Ronaldo da Silva PSTU                  | 16     | —                                                | 36.691                 | 0,24%                  |
| Leônidas de Oliveira PTdoB        | Adalberto Zompero PTdoB Rosa Maria Santos PTdoB         | 70     | —                                                | 17.911                 | 0,11%                  |
| Nicanor Aguiar Filho PRTB         | Aldinea Fidelix PRTB Ana Magali Brunelo PRTB            | 28     | —                                                | 16.406                 | 0,11%                  |
| Napoleon Miguel Alves PGT         | Arabela da Luz Coelho PGT Josué Lima Lins PGT           | 30     | —                                                | 11.810                 | 0,08%                  |
| Kayo Fukuda PSC                   | - PSC - PSC                                             | 20     | —                                                | Candidatura indeferida | Candidatura indeferida |

## Deputados federais eleitos

Composição da representação de São Paulo na Câmara dos Deputados eleita em 1998:
PSDB: 15 assentos
PT: 14 assentos
PPB: 12 assentos
PFL: 8 assentos
PMDB: 5 assentos
PTB: 5 assentos
PDT: 4 assentos
PL: 2 assentos
PSB: 2 assentos
Outros: 3 assentos

São relacionados os candidatos eleitos com informações complementares da Câmara dos Deputados. Ressalte-se que os votos em branco eram considerados válidos para fins de cálculo do quociente eleitoral nas disputas proporcionais até 1997, quando essa anomalia foi banida da legislação brasileira.
| Deputados federais eleitos | Partido | Votação | Percentual | Cidade onde nasceu    | Unidade federativa |
| José Genoino               | PT      | 306.988 | 1,97%      | Quixeramobim          | Ceará              |
| Aloizio Mercadante         | PT      | 241.559 | 1,55%      | Santos                | São Paulo          |
| Rubens Furlan              | PFL     | 220.596 | 1,41%      | Sorocaba              | São Paulo          |
| Michel Temer               | PMDB    | 206.154 | 1,32%      | Tietê                 | São Paulo          |
| Celso Giglio               | PTB     | 190.047 | 1,22%      | Campinas              | São Paulo          |
| Luíza Erundina             | PSB     | 187.498 | 1,20%      | Uiraúna               | Paraíba            |
| Celso Russomanno           | PPB     | 185.611 | 1,19%      | São Paulo             | São Paulo          |
| Luiz Antônio de Medeiros   | PFL     | 185.283 | 1,19%      | Eirunepé              | Amazonas           |
| Salvador Zimbaldi          | PSDB    | 182.760 | 1,17%      | Campinas              | São Paulo          |
| Delfim Neto                | PPB     | 177.912 | 1,14%      | São Paulo             | São Paulo          |
| Wagner Salustiano          | PPB     | 159.125 | 1,02%      | São Paulo             | São Paulo          |
| Paulo César Lima           | PFL     | 158.186 | 1,01%      | Presidente Prudente   | São Paulo          |
| Telma de Souza             | PT      | 135.172 | 0,87%      | Santos                | São Paulo          |
| Marcos Cintra              | PL      | 132.266 | 0,85%      | São Paulo             | São Paulo          |
| Lamartine Posella          | PPB     | 129.907 | 0,83%      | Campinas              | São Paulo          |
| Antonio Palocci            | PT      | 125.462 | 0,80%      | Ribeirão Preto        | São Paulo          |
| Vadão Gomes                | PPB     | 124.062 | 0,79%      | Populina              | São Paulo          |
| Alberto Mourão             | PMDB    | 122.734 | 0,79%      | São Paulo             | São Paulo          |
| Maluly Neto                | PFL     | 118.799 | 0,76%      | Fartura               | São Paulo          |
| Nelo Rodolfo               | PPB     | 116.736 | 0,75%      | São Paulo             | São Paulo          |
| Vanderval Santos           | PTB     | 115.668 | 0,74%      | Rio de Janeiro        | Rio de Janeiro     |
| José Dirceu                | PT      | 113.659 | 0,73%      | Passa Quatro          | Minas Gerais       |
| Ricardo Izar               | PPB     | 113.399 | 0,73%      | São Paulo             | São Paulo          |
| Antônio Kandir             | PSDB    | 111.843 | 0,72%      | São Paulo             | São Paulo          |
| Valdemar Costa Neto        | PL      | 108.827 | 0,70%      | São Paulo             | São Paulo          |
| Zé Índio                   | PPB     | 107.381 | 0,69%      | Recife                | Pernambuco         |
| Corauci Sobrinho           | PFL     | 106.488 | 0,68%      | Ribeirão Preto        | São Paulo          |
| Cunha Bueno                | PPB     | 103.432 | 0,66%      | São Paulo             | São Paulo          |
| Duilio Pisaneschi          | PTB     | 100.366 | 0,64%      | Santo André           | São Paulo          |
| Franco Montoro             | PSDB    | 99.356  | 0,64%      | São Paulo             | São Paulo          |
| Jorge Tadeu Mudalen        | PPB     | 97.478  | 0,62%      | Guarulhos             | São Paulo          |
| Milton Monti               | PMDB    | 97.080  | 0,62%      | São Manuel            | São Paulo          |
| Paulo de Velasco           | PRONA   | 94.880  | 0,61%      | Curvelo               | Minas Gerais       |
| Ary Kara                   | PPB     | 94.179  | 0,60%      | Neves Paulista        | São Paulo          |
| Arnaldo Faria de Sá        | PPB     | 94.087  | 0,60%      | São Paulo             | São Paulo          |
| Paulo Kobayashi            | PSDB    | 92.937  | 0,60%      | Ribeirão Pires        | São Paulo          |
| Gilberto Kassab            | PFL     | 92.866  | 0,59%      | São Paulo             | São Paulo          |
| Moreira Ferreira           | PFL     | 91.194  | 0,58%      | São Paulo             | São Paulo          |
| Professor Luizinho         | PT      | 90.738  | 0,58%      | Cândido Mota          | São Paulo          |
| Arnaldo Madeira            | PSDB    | 88.512  | 0,57%      | Santos                | São Paulo          |
| Robson Tuma                | PFL     | 87.279  | 0,56%      | São Paulo             | São Paulo          |
| Nelson Marquezelli         | PTB     | 86.643  | 0,56%      | Pirassununga          | São Paulo          |
| José Aníbal                | PSDB    | 86.320  | 0,55%      | Guajará-Mirim         | Rondônia           |
| Ângela Guadagnin           | PT      | 85.177  | 0,55%      | Rio de Janeiro        | Rio de Janeiro     |
| Aldo Rebelo                | PCdoB   | 84.288  | 0,54%      | Viçosa                | Alagoas            |
| Aloysio Nunes              | PSDB    | 83.685  | 0,54%      | São José do Rio Preto | São Paulo          |
| Antonio Carlos Pannunzio   | PSDB    | 77.277  | 0,50%      | Sorocaba              | São Paulo          |
| Emerson Kapaz              | PSDB    | 74.818  | 0,48%      | São Paulo             | São Paulo          |
| André Benassi              | PSDB    | 72.093  | 0,46%      | Jundiaí               | São Paulo          |
| Marcelo Barbieri           | PMDB    | 70.625  | 0,45%      | Araraquara            | São Paulo          |
| Alberto Goldman            | PSDB    | 70.472  | 0,45%      | São Paulo             | São Paulo          |
| Edinho Araújo              | PMDB    | 70.393  | 0,45%      | Santa Fé do Sul       | São Paulo          |
| Xico Graziano              | PSDB    | 69.600  | 0,45%      | Araras                | São Paulo          |
| Luiz Antônio Fleury Filho  | PTB     | 68.874  | 0,44%      | São José do Rio Preto | São Paulo          |
| Sampaio Dória              | PSDB    | 68.558  | 0,44%      | São Paulo             | São Paulo          |
| José de Abreu              | PSDB    | 64.322  | 0,41%      | Belo Horizonte        | Minas Gerais       |
| Júlio Semeghini            | PSDB    | 63.969  | 0,41%      | Fernandópolis         | São Paulo          |
| Ricardo Berzoini           | PT      | 63.313  | 0,41%      | Juiz de Fora          | Minas Gerais       |
| João Paulo Cunha           | PT      | 61.058  | 0,39%      | Caraguatatuba         | São Paulo          |
| Eduardo Jorge              | PT      | 60.995  | 0,39%      | Salvador              | Bahia              |
| Jair Meneguelli            | PT      | 59.590  | 0,38%      | São Paulo             | São Paulo          |
| Arlindo Chinaglia          | PT      | 56.672  | 0,36%      | Serra Azul            | São Paulo          |
| José Machado               | PT      | 53.691  | 0,34%      | Tanabi                | São Paulo          |
| João Herrmann Neto         | PPS     | 52.162  | 0,33%      | Campinas              | São Paulo          |
| Iara Bernardi              | PT      | 51.218  | 0,33%      | Sorocaba              | São Paulo          |
| Hélio Santos               | PDT     | 48.157  | 0,31%      | Corumbá               | Mato Grosso do Sul |
| Fernando Zuppo             | PDT     | 44.528  | 0,29%      | Garça                 | São Paulo          |
| Evilásio Farias            | PSB     | 40.162  | 0,26%      | Cabaceiras            | Paraíba            |
| José Roberto Batochio      | PDT     | 38.048  | 0,24%      | Dois Córregos         | São Paulo          |
| Neuton Lima                | PDT     | 37.604  | 0,24%      | São Paulo             | São Paulo          |

## Deputados estaduais eleitos

Composição da Assembleia Legislativa de São Paulo eleita em 1998:
PSDB: 21 assentos
PT: 15 assentos
PFL: 11 assentos
PPB: 11 assentos
PMDB: 8 assentos
PDT: 7 assentos
PTB: 5 assentos
PL: 5 assentos
PRONA: 3 assentos
Outros: 8 assentos

Foram escolhidos 94 deputados estaduais para a Assembleia Legislativa de São Paulo.
| Deputados estaduais eleitos | Partido | Votação | Percentual | Cidade onde nasceu       | Unidade federativa |
| Faria Júnior                | PMDB    | 170.325 | 1,08%      | São Paulo                | São Paulo          |
| Conte Lopes                 | PPB     | 148.388 | 0,94%      | São Paulo                | São Paulo          |
| Edson Ferrarini             | PL      | 144.188 | 0,92%      | São Paulo                | São Paulo          |
| Agripino de Oliveira Lima   | PFL     | 99.272  | 0,63%      | Lençóis Paulista         | São Paulo          |
| Reinaldo de Barros Filho    | PPB     | 98.365  | 0,63%      | São Paulo                | São Paulo          |
| Campos Machado              | PTB     | 90.849  | 0,58%      | Cerqueira César          | São Paulo          |
| Paschoal Thomeu             | PPB     | 87.577  | 0,56%      | São Paulo                | São Paulo          |
| Edna Macedo                 | PTB     | 81.222  | 0,52%      | Rio das Flores           | Rio de Janeiro     |
| José Caldini Crespo         | PFL     | 77.324  | 0,49%      | Sorocaba                 | São Paulo          |
| Celino Cardoso              | PSDB    | 77.058  | 0,49%      | Terra Rica               | Paraná             |
| Márcio de Lima Araújo       | PFL     | 74.313  | 0,47%      | Recife                   | Pernambuco         |
| Rodrigo Garcia              | PFL     | 73.320  | 0,47%      | Tanabi                   | São Paulo          |
| Antônio Salim Curiati       | PPB     | 73.318  | 0,47%      | Avaré                    | São Paulo          |
| Célia Leão                  | PSDB    | 73.265  | 0,47%      | São Paulo                | São Paulo          |
| Cícero de Freitas           | PFL     | 73.036  | 0,46%      | Viçosa                   | Alagoas            |
| Dimas Ramalho               | PMDB    | 72.625  | 0,46%      | Taquaritinga             | São Paulo          |
| Vanderlei Macris            | PSDB    | 70.917  | 0,45%      | Americana                | São Paulo          |
| Vaz de Lima                 | PSDB    | 70.889  | 0,45%      | Fernandópolis            | São Paulo          |
| Marquinho Tortorello        | PPS     | 70.293  | 0,45%      | São Joaquim da Barra     | São Paulo          |
| Alberto Hiar                | PSDB    | 70.084  | 0,45%      | São Paulo                | São Paulo          |
| Afanásio Jazadji            | PFL     | 68.243  | 0,43%      | São Paulo                | São Paulo          |
| Roberto Engler              | PSDB    | 66.311  | 0,42%      | São Paulo                | São Paulo          |
| Daniel Marins Alessi        | PPB     | 65.426  | 0,42%      | São Paulo                | São Paulo          |
| Walter Feldman              | PSDB    | 63.533  | 0,40%      | São Paulo                | São Paulo          |
| Junji Abe                   | PFL     | 59.932  | 0,38%      | Mogi das Cruzes          | São Paulo          |
| Eli Corrêa Filho            | PFL     | 59.925  | 0,38%      | São Paulo                | São Paulo          |
| Ricardo Tripoli             | PSDB    | 59.559  | 0,38%      | São Paulo                | São Paulo          |
| Duarte Nogueira             | PFL     | 57.521  | 0,37%      | Ribeirão Preto           | São Paulo          |
| Roque Barbiere              | PTB     | 56.447  | 0,36%      | Coroados                 | São Paulo          |
| Milton Vieira               | PRONA   | 56.099  | 0,36%      | Iepê                     | São Paulo          |
| Gilberto Nascimento         | PMDB    | 54.511  | 0,35%      | São Paulo                | São Paulo          |
| Aldo Demarchi               | PPB     | 53.702  | 0,34%      | Rio Claro                | São Paulo          |
| Nelson Salomé               | PL      | 53.684  | 0,34%      | Araras                   | São Paulo          |
| José de Filippi Júnior      | PT      | 52.216  | 0,33%      | Espírito Santo do Pinhal | São Paulo          |
| Jilmar Tatto                | PT      | 51.952  | 0,33%      | Corbélia                 | Paraná             |
| Jorge Luis Caruso           | PMDB    | 51.250  | 0,33%      | São Paulo                | São Paulo          |
| Paulo Teixeira              | PT      | 51.078  | 0,32%      | Águas da Prata           | São Paulo          |
| Hamilton Pereira            | PT      | 50.623  | 0,32%      | Sorocaba                 | São Paulo          |
| Marcos Ribeiro Mendonça     | PSDB    | 50.302  | 0,32%      | São Paulo                | São Paulo          |
| Paulo Julião                | PSDB    | 49.319  | 0,31%      | São Sebastião            | São Paulo          |
| Edmir Chedid                | PFL     | 49.025  | 0,31%      | Campinas                 | São Paulo          |
| Vitor Sapienza              | PMDB    | 48.931  | 0,31%      | São Paulo                | São Paulo          |
| Lobbe Neto                  | PMDB    | 48.625  | 0,31%      | São Paulo                | São Paulo          |
| Pedro Yves Simão            | PPB     | 48.121  | 0,31%      | Agudos                   | São Paulo          |
| Sidney Beraldo              | PSDB    | 48.091  | 0,31%      | São João da Boa Vista    | São Paulo          |
| Jamil Murad                 | PCdoB   | 47.779  | 0,30%      | José Bonifácio           | São Paulo          |
| Elói Pietá                  | PT      | 47.202  | 0,30%      | Gaurama                  | Rio Grande do Sul  |
| João Caramez                | PSDB    | 47.072  | 0,30%      | Itapevi                  | São Paulo          |
| Rodolfo da Costa e Silva    | PSDB    | 46.988  | 0,30%      | Goiânia                  | Goiás              |
| Renato Simões               | PT      | 46.641  | 0,30%      | Campinas                 | São Paulo          |
| José Benedito Rezende       | PPB     | 46.333  | 0,29%      | São Paulo                | São Paulo          |
| Maria do Carmo Piunti       | PSDB    | 45.927  | 0,29%      | Itu                      | São Paulo          |
| Terezinha da Paulina        | PFL     | 45.392  | 0,29%      | Itapeva                  | São Paulo          |
| Arnaldo Jardim              | PMDB    | 45.044  | 0,29%      | Altinópolis              | São Paulo          |
| Artur Alves Pinto           | PL      | 44.774  | 0,28%      | São Paulo                | São Paulo          |
| Rosmary Corrêa              | PMDB    | 44.676  | 0,28%      | São Paulo                | São Paulo          |
| Wilson de Oliveira Morais   | PSDB    | 44.627  | 0,28%      | Santa Bárbara            | Bahia              |
| Carlos Eduardo Faraco Braga | PPB     | 44.207  | 0,28%      | Bauru                    | São Paulo          |
| Carlinhos Almeida           | PT      | 43.846  | 0,28%      | Santa Rita de Jacutinga  | Minas Gerais       |
| Willians Rafael da Silva    | PL      | 43.841  | 0,28%      | São Roque                | São Paulo          |
| Pedro Tobias                | PDT     | 43.377  | 0,28%      | Bekarzla                 | Líbano             |
| José Carlos Stangarlini     | PSDB    | 43.053  | 0,27%      | São Paulo                | São Paulo          |
| Celso Tanauí                | PTB     | 42.842  | 0,27%      | Terra Roxa               | São Paulo          |
| Edson Gomes                 | PPB     | 42.389  | 0,27%      | Fernandópolis            | São Paulo          |
| Roberto Gouveia             | PT      | 42.135  | 0,27%      | Ituiutaba                | Minas Gerais       |
| Dorival Braga               | PSDB    | 41.650  | 0,26%      | São Paulo                | São Paulo          |
| Hanna Garib                 | PPB     | 41.544  | 0,26%      | Halba                    | Líbano             |
| Ary Fossen                  | PSDB    | 41.402  | 0,26%      | Jundiaí                  | São Paulo          |
| José Zico Prado             | PT      | 41.339  | 0,26%      | Macaubal                 | São Paulo          |
| Edson Aparecido             | PSDB    | 41.008  | 0,26%      | São Paulo                | São Paulo          |
| Geraldo Vinholi             | PDT     | 40.328  | 0,26%      | Itápolis                 | São Paulo          |
| Carlos Sampaio              | PSDB    | 39.945  | 0,25%      | Campinas                 | São Paulo          |
| Carlos Zarattini            | PT      | 39.653  | 0,25%      | São Paulo                | São Paulo          |
| Vanderlei Siraque           | PT      | 38.937  | 0,25%      | Santa Cruz do Rio Pardo  | São Paulo          |
| Maria Lúcia Prandi          | PT      | 38.230  | 0,24%      | Potirendaba              | São Paulo          |
| Edmur Mesquita              | PSDB    | 37.649  | 0,24%      | Santos                   | São Paulo          |
| Luiz Gonzaga Camargo        | PDT     | 37.623  | 0,24%      | Tatuí                    | São Paulo          |
| Nivaldo Santana Silva       | PCdoB   | 37.416  | 0,24%      | São Paulo                | São Paulo          |
| Claury Alves da Silva       | PTB     | 37.125  | 0,24%      | Ourinhos                 | São Paulo          |
| José Augusto                | PT      | 36.462  | 0,23%      | Garanhuns                | Pernambuco         |
| Petterson Prado             | PDT     | 36.336  | 0,23%      | Campinas                 | São Paulo          |
| Roberto Morais              | PPS     | 35.721  | 0,23%      | Charqueada               | São Paulo          |
| Zuza Abdul Massih           | PRP     | 34.795  | 0,22%      | Beirute                  | Líbano             |
| Mariângela Duarte           | PT      | 32.727  | 0,21%      | Rio de Janeiro           | Rio de Janeiro     |
| Pedro Mori                  | PDT     | 31.943  | 0,20%      | Presidente Bernardes     | São Paulo          |
| Alberto Calvo               | PSB     | 31.163  | 0,20%      | Santos                   | São Paulo          |
| Henrique Pacheco            | PT      | 31.016  | 0,20%      | São Paulo                | São Paulo          |
| César Callegari             | PSB     | 30.657  | 0,20%      | São Paulo                | São Paulo          |
| Rafael Silva                | PDT     | 30.175  | 0,19%      | Jardinópolis             | São Paulo          |
| Edir Sales                  | PL      | 29.259  | 0,19%      | Araguari                 | Minas Gerais       |
| Salvador Khuriyeh           | PDT     | 27.815  | 0,18%      | Taubaté                  | São Paulo          |
| Ramiro Meves                | PRONA   | 27.806  | 0,18%      | São Bernardo do Campo    | São Paulo          |
| Eduardo Soltur              | PRONA   | 19.234  | 0,12%      | São Paulo                | São Paulo          |
| Luiz Carlos Gondim          | PV      | 13.327  | 0,09%      | Fortaleza                | Ceará              |